# Prințul Robert, Duce de Chartres
Prințul Robert Philippe Louis Eugène Ferdinand de Orléans, Duce de Chartres (9 noiembrie 1840, Paris - 5 decembrie 1910, Saint Firmin) a fost al doilea fiu al Prințului Ferdinand-Filip al Franței și deci nepot al regelui Ludovic-Filip al Franței.
A luptat pentru Uniune în Războiul Civil American și pentru Franța în 1870 în Războiul franco-prusac. În 1863 s-a căsătorit cu verișoara sa Prințesa Françoise de Orléans, fiica lui François, Prinț de Joinville. În 1886 a fost exilat din Franța.

## Biografie
Născut în 1840, ducele a devenit curând orfan - tatăl său a murit într-un accident în 1842 iar mama sa a murit în 1857. În timpul copilăriei și adolescenței, el și fratele său mai mare, Prințul Filip, Conte de Paris, au fost în general în grija bunicilor paterni, regele Ludovic-Filip și regina Maria Amalia a celor Două Sicilii. Împreună cu familia a plecat în exil după revoluția de la 1848 și detronarea bunicului său.
Ludovic-Filip a abdicat în favoarea fratelui lui Robert la 24 februarie 1848. Mama lui Robert, Helene, s-a prezentat în fața Camerei Deputaților cu intenția de a-l propune pe fiul ei cel mare rege al Franței, iar pe ea regentă, împreună cu cumnatul ei, Ducele de Nemours. Dar, la intervenția deputaților Ledru-Rollin, Crémieux și Lamartine, planul a fost ignorat și s-a instituit A Doua Republică Franceză.
Helena și copiii ei au părăsit Franța pentru Germania, în timp ce Ludovic-Filip și restul familiei regale s-au mutat în Marea Britanie. Acolo s-au stabilit la Claremont, properietate a regelui Leopold I al Belgiei, care era rudă cu Ludovic-Filip.
Trimis la Torino la scurt timp după moartea mamei sale, în 1857, ducele de Chartres a devenit ofițer de dragoni piemontez și s-a înrolat în războiul de unificare a Italiei, de partea Casei de Savoia și a Franței începând cu 1859. A luat parte la bătălia de la Palestro, unde a fost decorat de regele Victor Emanuel al II-lea.
La 11 iunie 1863 s-a căsătorit cu verișoara sa primară Françoise d'Orléans-Joinville, la Kingston-upon-Thames, Anglia.

## Copii
Robert și Françoise au avut 5 copii:
- Prințesa Maria de Orléans (1865–1909), care în 1885 s-a căsătorit cu Prințul Valdemar al Danemarcei, fiul regelui Christian al IX-lea al Danemarcei.
- Prințul Robert d'Orléans (1866–1885).
- Prințul Henri de Orléans (1867–1901).
- Prințesa Marguerite d'Orléans (1869–1940), care în 1896 s-a căsătorit cu Marie-Armand-Patrice de Mac-Mahon, al 2-lea Duce de Magenta, fiul lui Patrice de Mac-Mahon, Duce de Magenta.
- Prințul Jean d'Orléans, "Duce de Guise" și pretendent orleanist la tronul Franței ca "Jean al III-lea", care în 1899 s-a căsătorit cu verișoara sa primară Prințesa Isabelle d'Orléans (1878–1961), fiica Prințului Filip, Conte de Paris.